# Colonização espacial

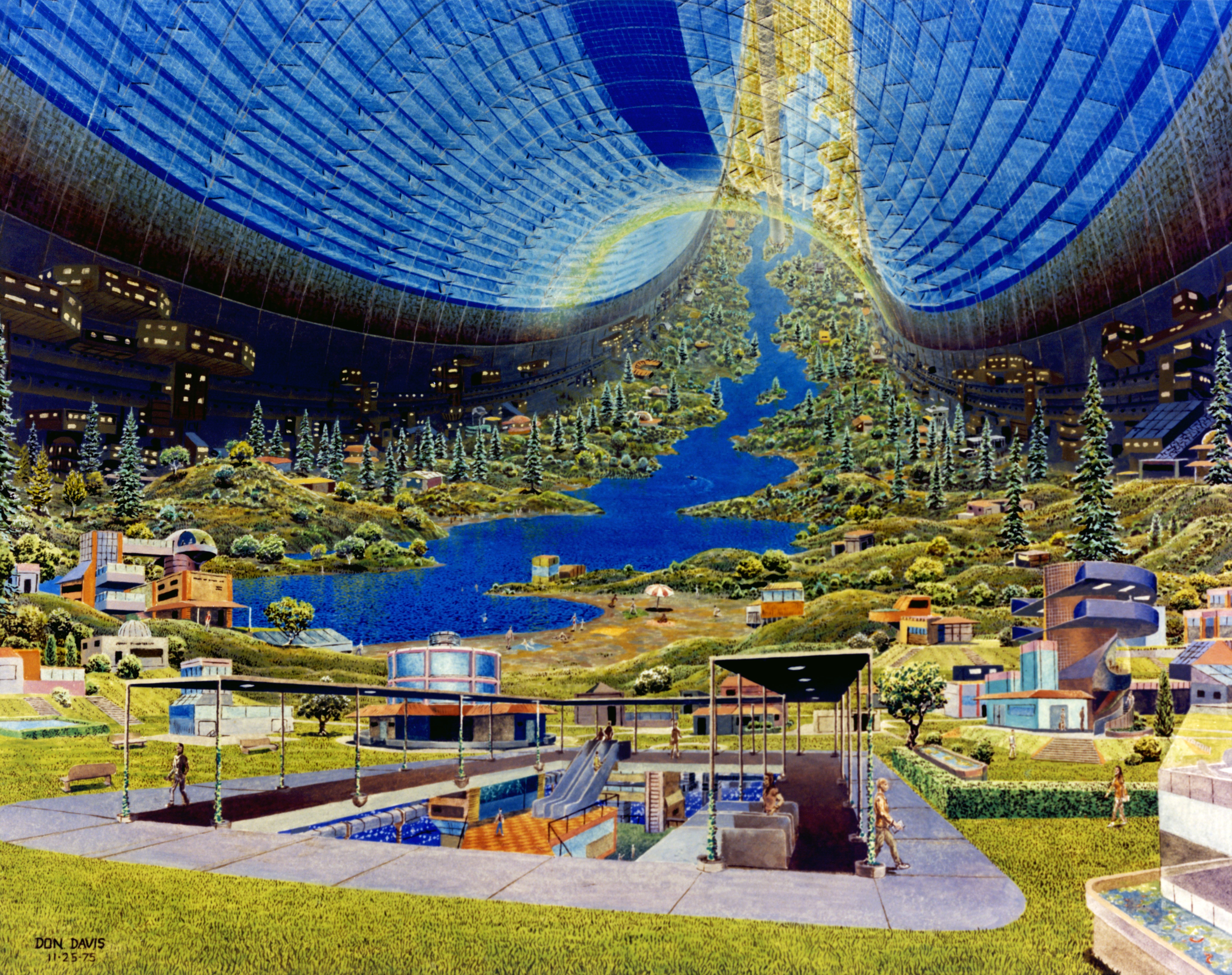
Concepção artística de uma habitação espacial chamada Stanford Torus, por Don Davis.

Colonização espacial é a hipotética habitação permanente, autônoma e sustentada de seres humanos em outros locais que não o planeta Terra. É um dos principais temas da ficção científica, assim como o objetivo a longo prazo de vários programas espaciais, como a NASA e a ESA.
Enquanto a maioria das pessoas tende a pensar em colônias humanas em Marte ou na Lua, alguns argumentam que as primeiras colônias extraterrestres serão em órbita (como na Estação Espacial Internacional). A NASA e outras agências espaciais consideram seriamente a possibilidade de uma colônia orbital. Foi determinado que a Lua e asteróides próximos contém amplos recursos para a construção de colônias. Da mesma forma, o vácuo espacial permite a captação de grandes quantidades de energia solar, sem os empecilhos refratários da atmosfera terrestre. Entusiastas da colonização espacial sustentam que nenhuma grande descoberta científica é necessária para colocar esses projetos em ação, embora um elevado dispêndio de tecnologia e engenharia seja inevitável.

## Métodos
A construção de colônias no espaço irá exigir pessoas, alimentos, materiais de construção, energia, transporte, comunicação, sistemas de suporte de vida, gravidade simulada (com a utilização de dispositivos rotatórios) e proteção contra radiação. Colônias precisarão ser construídas com essas necessidades em mente.

### Materiais
Colônias na Lua ou em Marte poderão utilizar materiais locais, embora a Lua seja pobre em materiais voláteis, como hidrogênio, carbono e nitrogênio, possui uma grande quantidade de oxigênio, silício e metais como ferro, alumínio e titânio. Como o transporte de materiais da Terra para a Lua seria muito dispendioso, materiais de construção deveriam vir da própria Lua ou de asteróides em órbita da Terra. Os satélites de Marte, Fobos e Deimos, também seriam fontes rentáveis de material, uma vez que sua baixa gravidade permitiria facilidade de transporte e, sendo corpos celestes mortos, não possuem uma biosfera que possa ser danificada.
Outros asteróides, como os que circundam Júpiter, são provavelmente ricos em água e materiais voláteis.

### Energia
A energia solar é abundante em órbita, sendo comumente utilizada para energizar satélites artificiais. Uma vez que não existe noite no espaço, nem nuvens ou atmosfera para bloquear sua emissão, essa energia é também muito confiável. A energia solar disponível, em watts por metro quadrado, a qualquer distância, d, a partir do Sol, pode ser calculada pela fórmula matemática E=1 366/d2, onde d é medido em unidades astronômicas.
Nas condições desprovidas de gravidade encontradas no espaço, a luz do sol pode ser utilizada diretamente, com o uso de grandes painéis solares feito de material metálico leve capaz de gerar milhares de graus Celsius de calor sem custo algum. A luz direta também pode incidir sobre cultivos de plantas para estimular a fotossíntese.
As estruturas utilizadas para converter a luz solar em quantidades significativas de energia deverão ser grandes. Como comparação, o consumo de energia per-capita na Terra é de cerca de 1 kWh por pessoa anualmente.
A energia poderia ser usada como moeda de troca entre colônias espaciais, talvez utilizando microondas para transportá-la da Terra à Lua.
A Lua tem noites equivalentes a duas semanas de tempo terrestre. Marte possui noites, tempestades de poeira constantes, e está mais distante do Sol que a Terra, reduzindo a energia solar disponível para esses corpos por um fator de 1/2-1/3 aproximadamente. Essas condições tornam a energia nuclear uma opção mais atrativa para essas colônias.
Uma dificuldade tanto para energia solar quanto para energia nuclear em ambientes desprovidos de ar como a Lua ou o espaço (e mesmo Marte, devido a sua atmosfera fina) é a dispersão do calor gerado. O calor, contudo, poderia ser usado para derreter o gelo nos pólos de Marte, gerando água.

### Transporte

#### Acesso ao espaço
O acesso à órbita terrestre é um fator limitante para os projetos espaciais. Atualmente, o custo para se lançar um foguete em órbita é proibitivo - US$ 5 mil a US$ 30 mil por quilo de material transportado da superfície da Terra até a órbita geoestacionária. Se a colonização espacial for pretendida, veículos de lançamento melhores e mais baratos precisarão ser desenvolvidos, assim como alguma forma de evitar o dano ecológico causado à atmosfera pelo lançamento de milhares (ou milhões) de veículos necessários à colonização espacial. A NASA e outras agências possuem projetos de pesquisa voltados ao desenvolvimento de tais naves. Também existem propostas para a construção de projetos de larga escala, como um elevador espacial ou um acelerador de massas.

#### Viagem entre corpos celestes
O transporte de vastas quantidades de materiais a partir da Lua, Fobos, Deimos e de asteróides próximos será necessário para a construção de uma colônia orbital.
Transportar recursos de um corpo celeste para outro através de foguetes convencionais seria bem menos custoso que transportar recursos a partir da Terra, já que o gasto de combustível para colocar um foguete em órbita é bem maior que o utilizado para propelir uma nave em espaço aberto.

### Comunicação
Comparada a outras necessidades, a comunicação é um fator relativamente simples para colônias espaciais. Comunicação com a Lua ou colônias orbitais a partir da superfície terrestre podem ocorrer em tempo real. Comunicação com colônias em Marte ou Vênus sofreriam atrasos devido à distância entre os planetas, atrasos que seriam entre 7 e 44 minutos dependendo da posição dos planetas em relação à Terra. Embora os atrasos não sejam consideráveis, seriam o suficiente para tornar a comunicação em tempo real impraticável. Outros sistemas, como e-mail ou correio de voz, poderiam ser utilizados normalmente.

### Suporte de vida
Colonizadores espaciais precisariam de ar, água, alimentos, gravidade e temperaturas compatíveis para implementar a colonização. Isso poderia ser obtido através de pequenos sistemas ecológicos fechados que fossem capazes de reciclar esses recursos sem o risco de escassez.
Na Terra, o sistema de suporte de vida dos submarinos nuclerares é o mais próximo de um sistema de reciclagem de recursos vitais em um ambiente fechado, e sua tecnologia básica poderia ser adaptada para operações espaciais. Entretanto, os submarinos tipicamente dispensam gás carbônico, reciclando apenas oxigênio.
Um projeto mais atrativo de suporte de vida seria a Biosfera 2, localizado no estado do Arizona, nos Estados Unidos. O projeto demonstrou que um pequeno ambiente fechado pode sustentar um grupo de oito pessoas por pelo menos um ano, com a utilização de plantas recicladoras de atmosfera e geradoras de alimento.
O relacionamento entre organismos vivos em um ambiente de colonização espacial pode ser aplicado através de:
- Um habitat totalmente isolado do ambiente exterior, com os organismos interagindo dinamicamente para produzir ar, água e alimentos;
- Alteração radical do ambiente para torná-lo amigável à vida terrestre (vide Terraformação);
- Alteração radical de organismos terrestres para se adptarem às condições espaciais (vide Engenharia genética, Transumanismo);
- Uma combinação de todas essas tecnologias.

### Proteção contra radiação
Raios cósmicos e tempestades solares emitem doses letais de radiação no espaço. A vida na Terra é protegida da radiação pelo Cinturão de Van Allen, mas acima do cinturão essa proteção termina. Para proteger a vida, as colônias deverão ser cercadas por material suficiente para absorver ou refletir a radiação. Algo entre 5 e 10 toneladas de material por metro quadrado seriam o bastante. Esse material poderia ser obtido de forma simples e barata reaproveitando o lixo gerado pelo processamento de mineração de asteróides.

## Localização
A localização de um futuro assentamento é um ponto de discussão entre os entusiastas da colonização espacial.
A localização de um assentamento poderia ser em:
- Um planeta, satélite natural, ou asteróide;
- Em órbita ao redor da Terra, do Sol, em ponto Lagrange ou outro objeto.

### Locações planetárias
Entusiastas da colonização planetária indicam os seguintes planetas como locações potenciais:

#### Marte
Marte é um tópico frequente de discussão. A maior parte de sua superfície é muito similar aos desertos terrestres, o planeta pode possuir vastas reservas de água, e possui carbono sob a forma de dióxido de carbono suspenso na atmosfera.
Marte, provavelmente, passou por processos geológicos e hidrológicos similares aos experimentados pela Terra e deve conter minérios valiosos, embora isso seja discutível. Já existem equipamentos capazes de extrair recursos naturais do solo e atmosfera marcianos. Existe um forte interesse científico em colonizar Marte devido à possibilidade de que a vida já tenha existido em algum ponto da história marciana, e que talvez ainda exista em algumas partes do planeta.
Contudo, sua atmosfera é muito fina (cerca de 800 Pa, ou cerca de 0,8% da pressão atmosférica terrestre ao nível do mar); logo, a pressão atmosférica de habitações humanas em Marte deveria ser similar a exigida por habitações no espaço. O clima marciano é consideravelmente mais frio que o terrestre. Sua gravidade é de apenas um terço a da Terra; é desconhecido se isso seria o suficiente para sustentar seres humanos por longos períodos de tempo, já que todas as experiências de longa duração dos astronautas com gravidades diferentes da terrestre foi em ambiente de zero-G.
A pequena espessura da atmosfera marciana, combinada com a falta de um campo magnético, torna a radiação solar na superfície marciana particularmente intensa, e proteção contra tempestades solares deve ser considerada.
Marte é o tópico favorito nas discussões sobre terraformação, com o objetivo de tornar todo o planeta, ou ao menos uma porção considerável dele, habitável aos seres humanos.
Veja também: Colonização de Marte, Exploração de Marte, Terraformação de Marte

#### Mercúrio
Teoriza-se que Mercúrio poderia ser colonizado utilizando-se a mesma tecnologia usada em uma eventual colonização da Lua. Tais colônias estariam, com certeza, restritas às regiões polares devido à altíssima temperatura que o planeta atinge durante o dia.
Veja também: Colonização de Mercúrio

#### Vênus
Enquanto a superfície de Vênus é tremendamente quente e sua pressão atmosférica atinge 90 vezes a da Terra ao nível do mar, as camadas mais altas de sua densa atmosfera oferecem a possibilidade de uma colônia. A uma altura de aproximadamente 50 quilômetros, a pressão se reduz a poucas atmosferas, e a temperatura cai a 40-100 °C. Essa parte da atmosfera é, provavelmente, enriquecida por densas nuvens de ácido sulfúrico. Isso representaria certos benefícios para a colonização, pois tornaria possível a extração de água.
Veja também: Colonização de Vênus, Terraformação de Vênus

#### Gigantes gasosos
Os três gigantes gasosos externos do sistema solar (Saturno, Urano e Netuno) são passíveis de colonização através do uso de cidades flutuantes em suas atmosferas. Por meio de balões de hidrogênio, grandes massas podem ser suspensas na densa atmosfera desses planetas. Júpiter, talvez, seja contra-indicado para esse tipo de colonização devido à sua altíssima gravidade, alta velocidade de escape e intensa radiação. Tais colônias poderiam processar e exportar gás hélio para utilização em reatores de fusão se algum dia estes se tornarem práticos.

### Locações em satélites naturais

#### Lua
Devido à sua proximidade e relativa familiaridade, a Lua é um tema frequente de discussão como alvo para uma futura colonização. Apresenta os benefícios de ser muito próxima da Terra e ter uma baixa velocidade de escape, permitindo que bens e serviços sejam transitados facilmente. A maior desvantagem em colonizar a Lua é sua escassez em materiais voláteis necessários à vida, como hidrogênio e carbono. Depósitos de água congelada devem existir em crateras polares e poderiam servir como fontes desses materiais. Uma solução alternativa seria trazer hidrogênio da Terra e combiná-lo com oxigênio extraído das rochas lunares.
A baixa gravidade na superfície da Lua também é uma preocupação. É desconhecido se gravidade tão baixa (1/6 da terrestre) seria viável para habitação humana de longo prazo.

#### Europa
Uma iniciativa privada americana, o Projeto Artemis, desenvolveu um plano para colonizar Europa, uma das luas de Júpiter. Cientistas poderiam habitar iglús e escavar a crosta de gelo de Europa, explorando o hipotético oceano subterrâneo do satélite. Esse plano também discute a possibilidade do uso de "bolsões de ar" para habitação humana.

#### Fobos e Deimos
As luas de Marte podem ser um alvo promissor para colonização espacial. A baixa velocidade de escape de Fobos e Deimos permitiria facilidade no trânsito entre os satélites e a Lua da Terra, assim como no trânsito para a superfície marciana. Fobos e Deimos poderiam ser habitadas com métodos similares aos utilizados para colonizar asteróides.

#### Titã
Titã, maior lua de Saturno, tem sido sugerida como um alvo potencial para colonização devido ao fato de ser a única lua do sistema solar a possuir atmosfera densa, e por ser rica em carbono.

### Colônias de espaço profundo

#### Habitação espacial
Locações de espaço profundo, ou seja, sem corpos planetários ou lunares próximos, obrigatoriamente necessitariam de uma habitação espacial, na prática, uma estação espacial que seria habitada permanentemente, ao contrário das atuais. Tais habitações seriam literais "cidades" no espaço, onde pessoas pudessem viver, trabalhar e constituir família. Muitas proposições de engenharia já foram feitas sobre como construir tais habitações, variando largamente em seu grau de realismo.
Uma habitação espacial também serviria como campo de testes para a construção de uma nave de gerações, verificando a viabilidade de se ter centenas (ou milhares) de pessoas vivendo permanentemente no espaço. Tal habitação poderia ser isolada do resto da humanidade por um século, mas perto o suficiente da Terra caso auxílio se faça necessário.